# Sid 10th Anniversary Best
Sid 10th Anniversary Best (estilizado como SID 10th Anniversary BEST) é um álbum de grandes êxitos da banda japonesa de rock Sid, lançado em 16 de janeiro de 2013. Foi lançado pela Ki/oon Records em comemoração aos 10 anos de carreira do grupo.
Foi lançado em três edições, a regular e dois tipos de edição limitada. As edições limitadas incluem dois DVDs de faixas gravadas em shows.

## Recepção
Vendeu 45.012 cópias na primeira semana, chegando a posição n°1 da Oricon Albums Chart e sendo o primeiro e único álbum do SID a alcançar o topo da parada. Permaneceu na Oricon por 14 semanas e de acordo com a empresa, foi o 91° álbum mais vendido no Japão em 2013.

## Faixas
| N.º            | Título                                              | Duração |  |
| 1.             | "Natsukoi" (夏恋)                                   | 4:29    |  |
| 2.             | "Uso" (嘘)                                          | 3:24    |  |
| 3.             | "Alibi" (アリバイ)                                  | 4:04    |  |
| 4.             | "Monochrome no Kiss" (モノクロのキス)               | 3:58    |  |
| 5.             | "Watashi wa Ame" (私は雨)                           | 4:37    |  |
| 6.             | "Rain" (レイン)                                     | 4:16    |  |
| 7.             | "Otegami" (御手紙)                                  | 3:49    |  |
| 8.             | "Milk" (ミルク)                                     | 5:11    |  |
| 9.             | "Mousou Nikki" (妄想日記)                           | 3:50    |  |
| 10.            | "Mousou Nikki 2" (妄想日記2)                        | 3:52    |  |
| 11.            | "Memai" (眩暈)                                      | 4:13    |  |
| 12.            | "S"                                                 | 3:29    |  |
| 13.            | "Sleep"                                             | 4:45    |  |
| 14.            | "Hanabi-la" (ハナビラ)                              | 5:13    |  |
| 15.            | "Shiroi Blouse Kawaii Hito" (白いブラウス 可愛い人) | 4:12    |  |
| 16.            | "and boyfriend"                                     | 3:58    |  |
| 17.            | "Yell" (エール)                                     | 3:29    |  |
| 18.            | "V.I.P"                                             | 3:12    |  |
| Duração total: | Duração total:                                      | 64:11   |  |

### DVD
| Disco 1 |                                                                           |         |  |
| N.º     | Título                                                                    | Duração |  |
| 1.      | "Neurose Party" (2010.7.31 Saitama Super Live)                            |         |  |
| 2.      | "Chapter 1" (2006.08.29 Nippon Budokan)                                   |         |  |
| 3.      | "Virtual Bansankai" (2005.7.26 Hitomi Memorial Hall, Showa Joshi Daigaku) |         |  |
| 4.      | "Capsule" (2010.3.4 Shinjuku Loft)                                        |         |  |
| 5.      | "Re:Dreamer" (2009.4.12 Hibiya Open-Air Concert Hall)                     |         |  |
| 6.      | "Hoshi no Miyako" (2007.2.6 Shibuya Public Hall)                          |         |  |

| Disco 2 |                                           |         |  |
| N.º     | Título                                    | Duração |  |
| 1.      | "Toge to Neko" (2008.11.2 Nippon Budokan) |         |  |
| 2.      | "Deki Sokonai" (2010.3.11 Zepp Tokyo)     |         |  |
| 3.      | "Sangatsu" (2010.12.11 Tokyo Dome)        |         |  |

## Ficha técnica
- Mao – vocal
- Shinji – guitarra
- Aki – baixo
- Yūya – bateria